# Biały Dzień
Biały Dzień (jap. ホワイトデー Howaito dē; od ang. White Day) – Biały Dzień przypada na dzień 14 marca, czyli miesiąc po walentynkach. Według japońskiego obyczaju w walentynki to kobiety dają prezenty mężczyznom, zwyczajowo coś czekoladowego, zaś w Biały Dzień mężczyźni mają okazję odwdzięczyć się, dając prezenty płci żeńskiej.

## Zasięg
Biały Dzień jest obchodzony w Japonii, Korei Południowej i na Tajwanie.

## Pochodzenie
Zwyczaj ten został zaproponowany w 1978 roku przez Ogólnokrajową Spółdzielnię Przemysłu Cukierniczego (jap. 全国飴菓子工業協同組合 Zenkoku Amegashi Kōgyō Kyōdōkumiai; skr. 全飴協 – zen’amekyō) jako „odpowiedź” na jednostronne obchody walentynek, w których tylko kobiety wręczały upominki. Początkowo za najlepszy podarunek uważane były pianki, od których pochodzi pierwotna nazwa – Dzień Pianek (ang. Marshmallow Day), później zmieniono ją na bieżącą. Obecnie zakres wręczanych upominków nie ogranicza się już wyłącznie do słodyczy i obejmuje również takie prezenty, jak: kwiaty, biżuteria, bielizna itd.